# Budynek sądu w Gniewie
Budynek sądu w Gniewie – neogotycki budynek sądowniczy zlokalizowany w Gniewie przy ul. Wąskiej róg Jana III Sobieskiego. Obecnie nieużytkowany (w bardzo złym stanie technicznym).
Obiekt powstał z czerwonej cegły w latach 1907-1908 i został dostosowany stylowo do dominującego w Gniewie gotyku. Mieścił nie tylko sąd grodzki, ale także więzienie i mieszkania dla sędziów. Autorem projektu był gniewski architekt Arthur Schultz. Gmach wybudowała miejscowa firma Ericha Obucha.